# Hemaris croatica
Hemaris croatica is een vlinder uit de familie van de pijlstaarten (Sphingidae). De wetenschappelijke naam van de soort werd in 1800 gepubliceerd door Eugen Johann Christoph Esper.